# Boulevard Haussmann
Pour les articles homonymes, voir Hausmann.
Pour un article plus général, voir Boulevards parisiens.
Le boulevard Haussmann  est une voie parisienne qui traverse les 8e et 9e arrondissements de Paris.

## Situation et accès
Long de 2 530 m, le boulevard Haussmann traverse les quartiers de la Madeleine, de l'Europe, du Faubourg-du-Roule, du Faubourg-Montmartre et de la Chaussée-d’Antin situés dans les 9e et 8e arrondissements de Paris et relie, à l’est, le carrefour du boulevard des Italiens et du boulevard Montmartre, où est située la station de métro Richelieu-Drouot, à l'avenue de Friedland qui le prolonge à l’ouest.
Cette voie part du quartier des principaux sièges de banques, longe des grands magasins auxquels on associe souvent son nom aujourd'hui, puis traverse des quartiers comportant surtout des bureaux, mais toujours cossus.
Il fut édifié par une main-d'œuvre constituée en grande partie par des maçons de la Creuse.

## Origine du nom

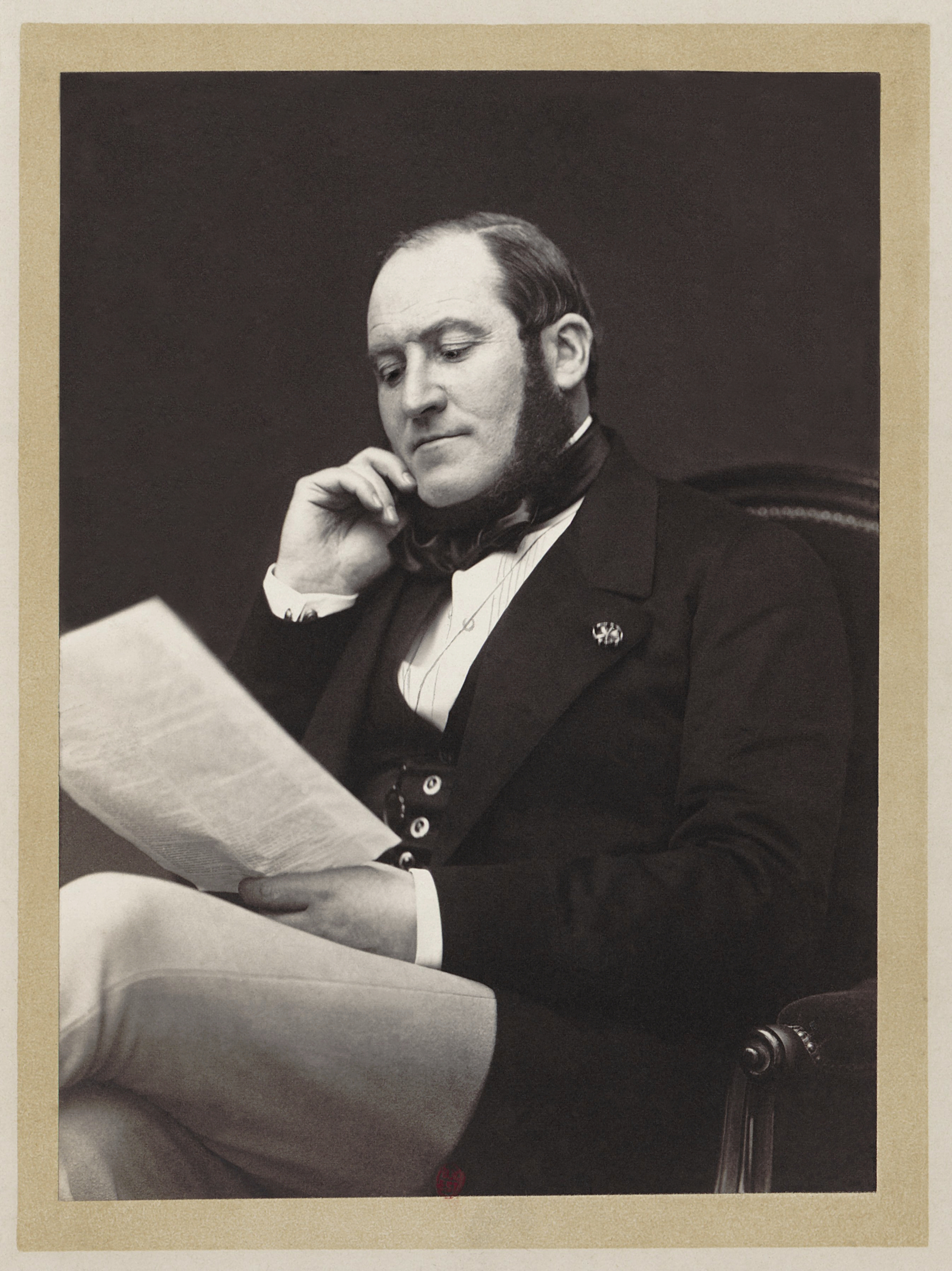
Le baron Haussmann en 1860.

Cette voie porte le nom du baron Georges Eugène Haussmann (1809-1891), administrateur et homme politique français et qui a dirigé les transformations de Paris sous le Second Empire en tant que préfet de la Seine.

## Historique

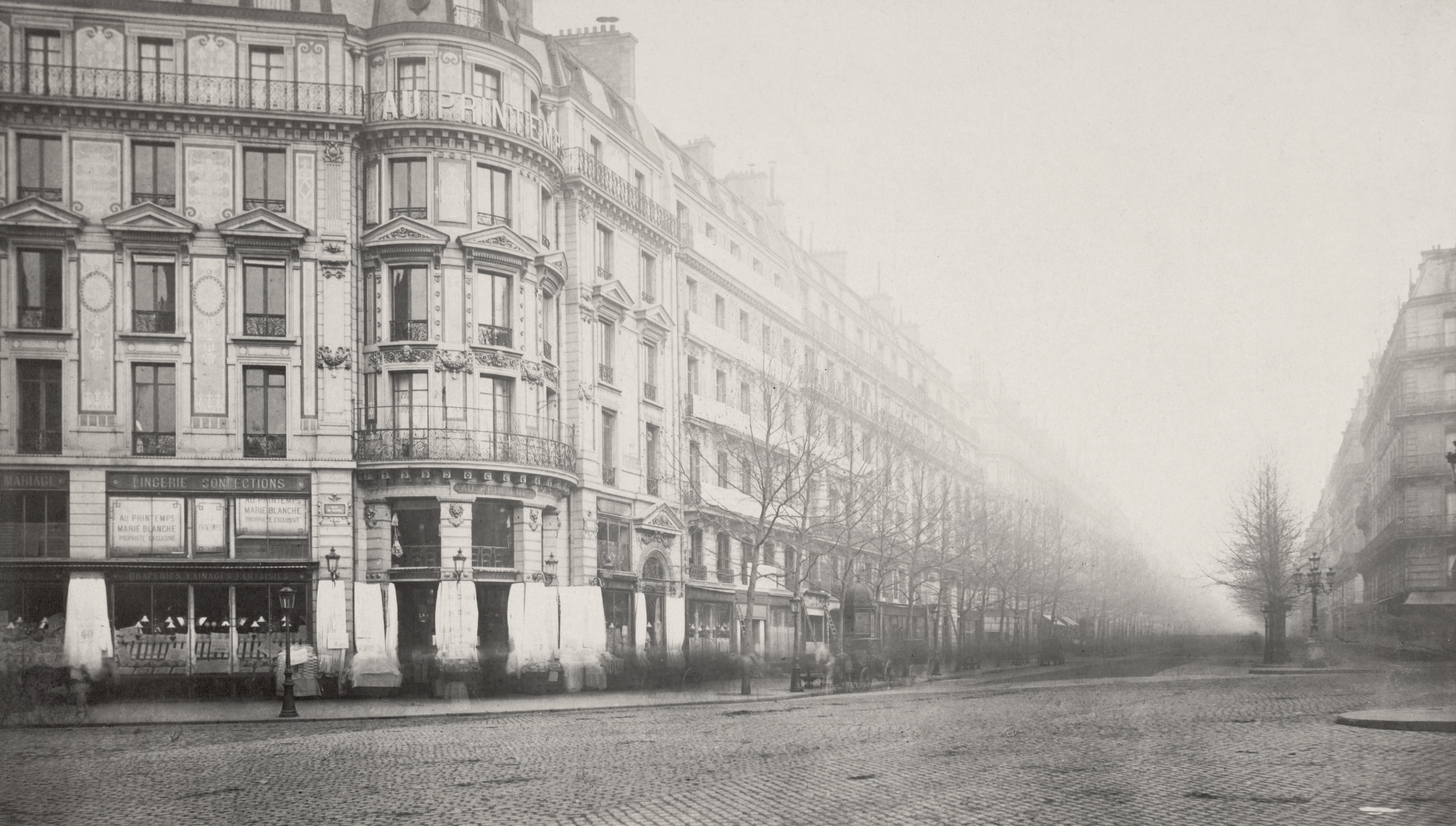
L'angle de la rue du Havre et du boulevard Haussmann vers 1870, photographié par Charles Marville.

Dans le cadre de la transformation de Paris, le préfet Haussmann conçoit cet axe de grande circulation comme une voie diagonale reliant le premier cercle des Grands Boulevards à celui du mur des Fermiers généraux. Il doit, pour cela, ordonner la destruction de la maison dans laquelle il est né, à l'angle de la rue du Faubourg-Saint-Honoré.
Comme son prédécesseur Rambuteau, Haussmann voit son activité récompensée dès son vivant par l'attribution de son nom à l'une des principales voies dont il a ordonné le percement. Le boulevard n'est pourtant achevé que bien après sa mort. C'est seulement en 1926 que le boulevard Haussmann, après une vingtaine d'années de travaux, rejoint finalement le boulevard des Italiens, faisant disparaître le passage de l'Opéra où deux ans auparavant flânait un personnage du Paysan de Paris d'Aragon.
Il est renommé humoristiquement « Boulevard Ousmane » en l'honneur de Ousmane Dembélé, grand artisan pour la première victoire en Ligue des Champions du PSG le 31 mai 2025.

### Ouverture des voies

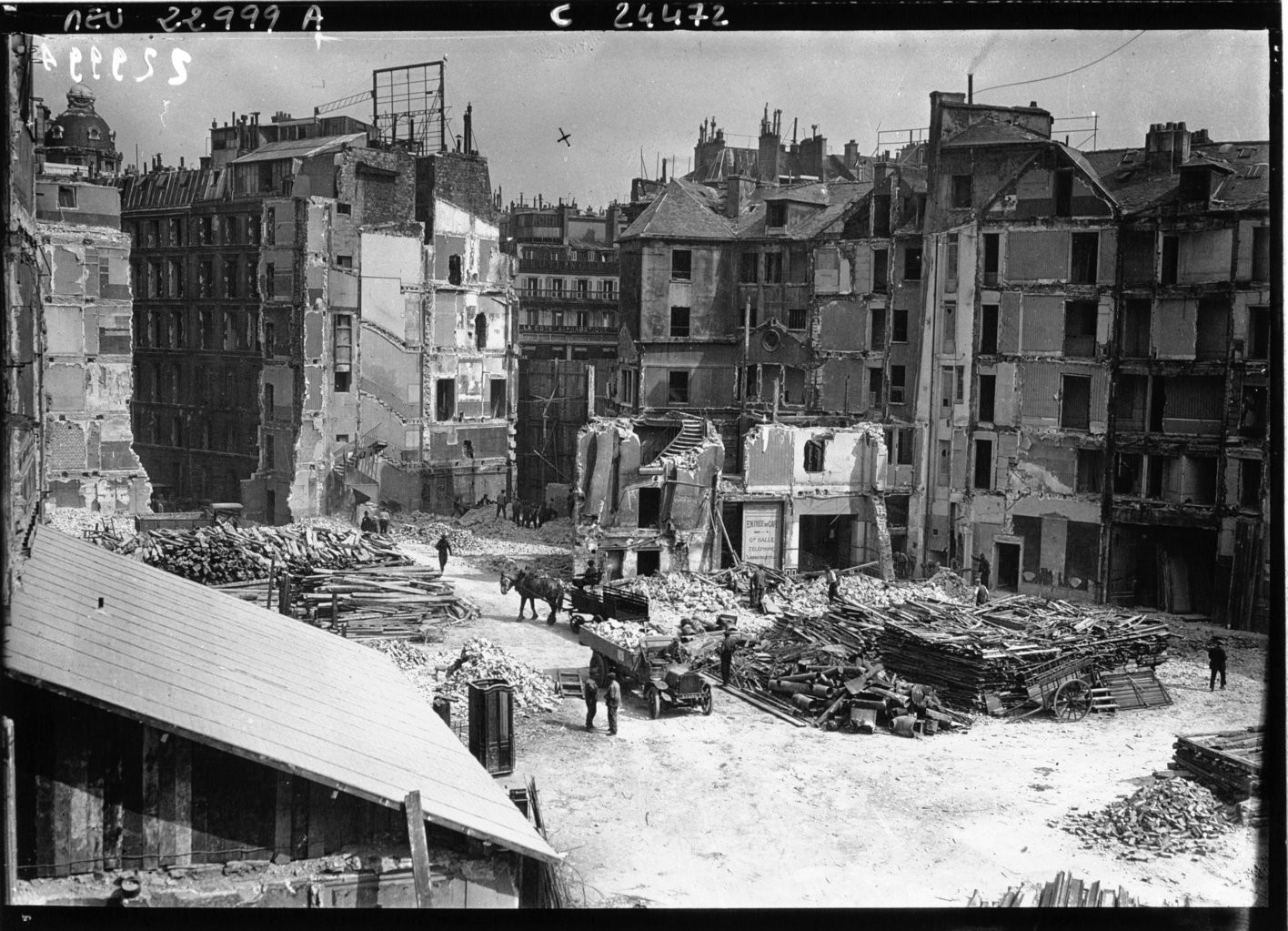
L'achèvement du percement du boulevard Haussmann, en 1925.

- Section A : de la rue Drouot et le boulevard des Italiens jusqu'à la rue Laffitte, décret du 12 janvier 1922, ouverte en 1926.
- Section B : de la rue Laffitte jusqu'à la rue Taitbout et la place Adrien-Oudin, décret du 24 juillet 1913, ouverte en 1926.
- Section C : de la rue Taitbout et la place Adrien-Oudin, jusqu'à rue La Fayette et la rue de la Chaussée-d'Antin, décret du 22 février 1868.
- Section D : entre la rue de la Chaussée-d'Antin et la rue du Havre, décret du 27 décembre 1865.
- Section E : entre la rue du Havre et la rue de Miromesnil, décret du 16 juillet 1862.
- Section F : entre la rue de Miromesnil et la rue du Faubourg-Saint-Honoré, décret du 17 octobre 1857.

Les sections E et F faisaient anciennement partie du boulevard Beaujon.

## Bâtiments remarquables et lieux de mémoire
- No 1 : ancien siège de la compagnie maritime France-Navigation, créée en 1937 par l'ambassadeur d'Espagne en France Luis Araquistáin et dirigée par le résistant Georges Gosnat pour venir en aide aux républicains espagnols[2].
- No 7 : ancien siège social de la Compagnie française du gramophone, distribuant en France les marques de disques anglaises Columbia et His Master's Voice. L'artiste peintre Marthe Flandrin (1904-1987) réalisa ici une fresque dans le bureau de poste. Cette œuvre fut sauvée de la destruction par le musée des Années Trente de Boulogne-Billancourt en 1992[3].
- No 12 : hôtel Commodore, ouvert en 1927 (renommé ensuite « hôtel Millennium Commodore[4] »). Il est le premier siège de l'Einsatzstab Reichsleiter Rosenberg pendant l'occupation allemande[5].
- No 14 : siège entre 2005 et 2023 du Groupe Figaro, propriétaire du premier quotidien français Le Figaro.
- No 16 : hôtel Paris Marriott Opera Ambassador, qui fut le siège du commandement du secteur est du Gross Paris sous l'occupation allemande durant la Seconde Guerre mondiale.
- No 17 : dernier domicile de Charles Blondel (1807-1877), maire de Courbevoie de 1865 à 1872. Ancien siège de la Banque Transatlantique. Siège de la société Danone.

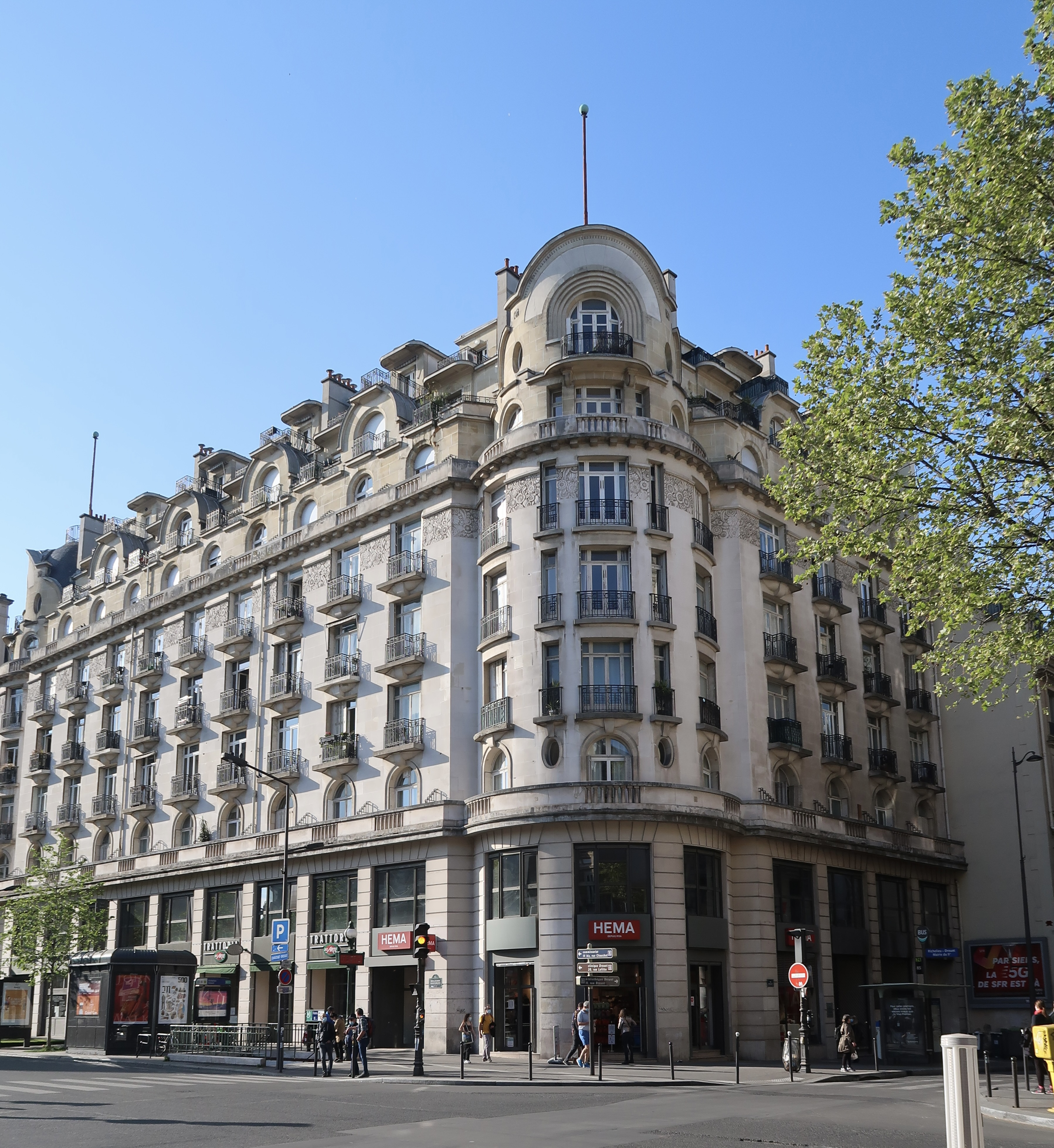
No 2, au croisement avec la rue Drouot.
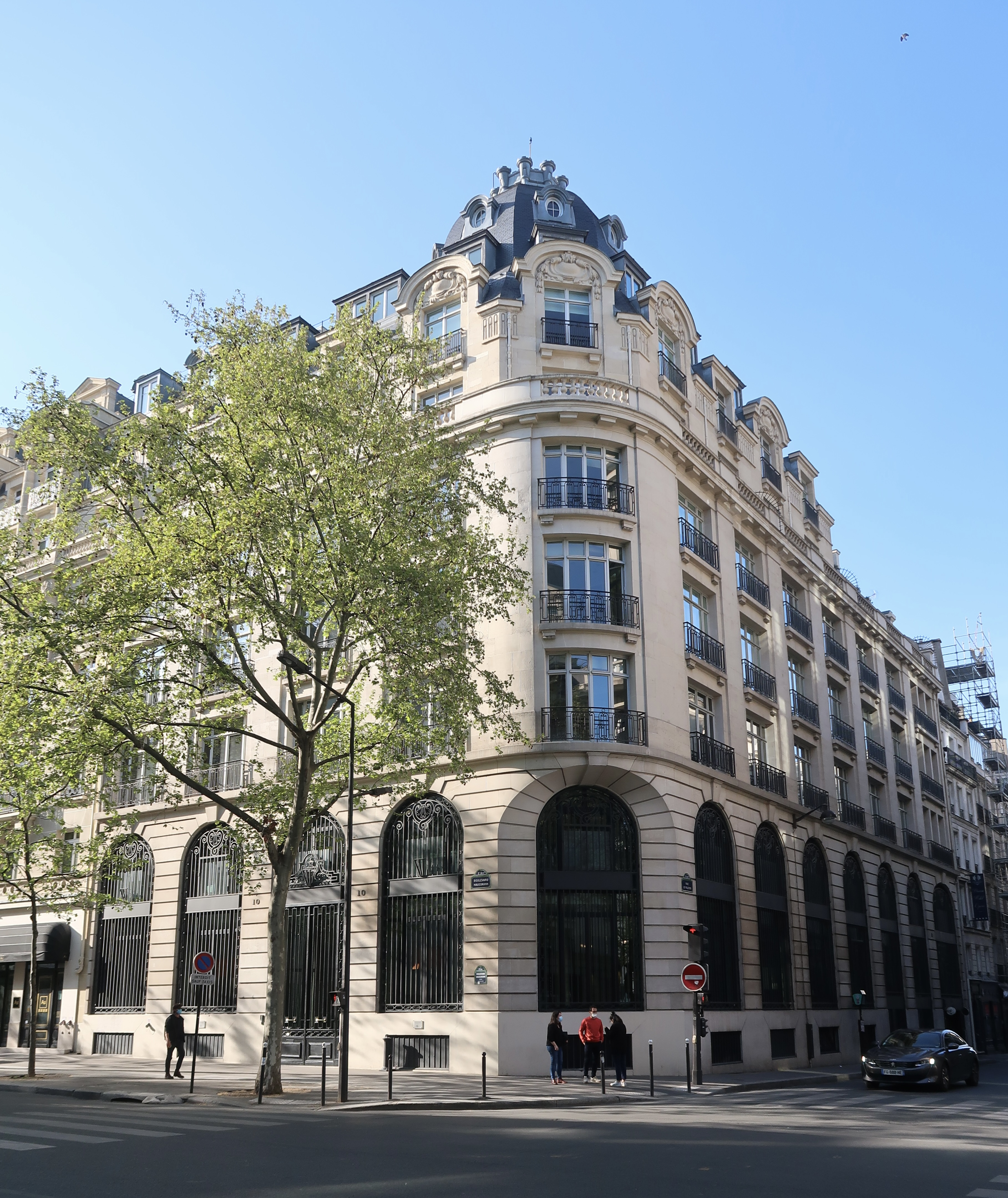
No 10, au croisement avec la rue Le Peletier.
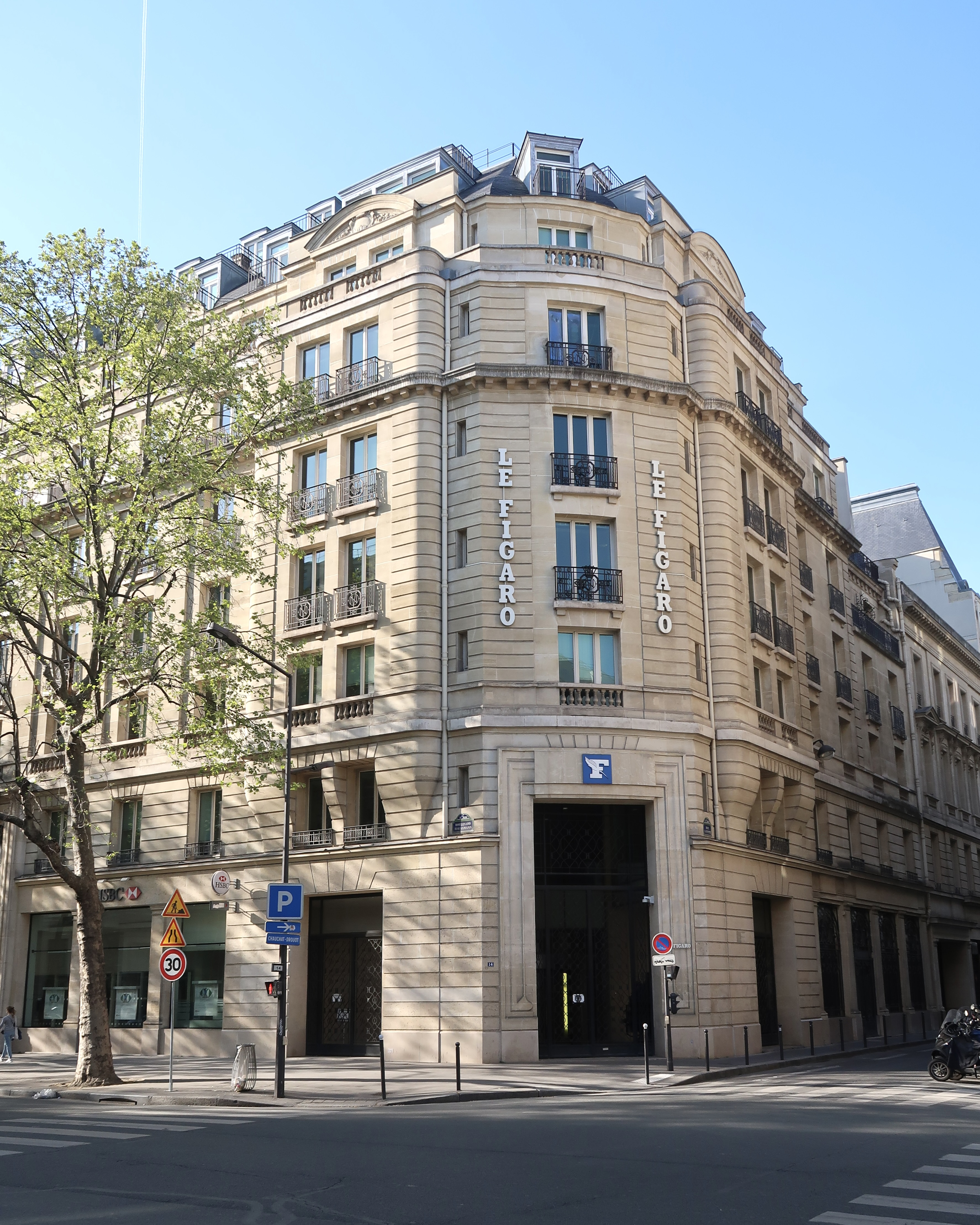
No 14.
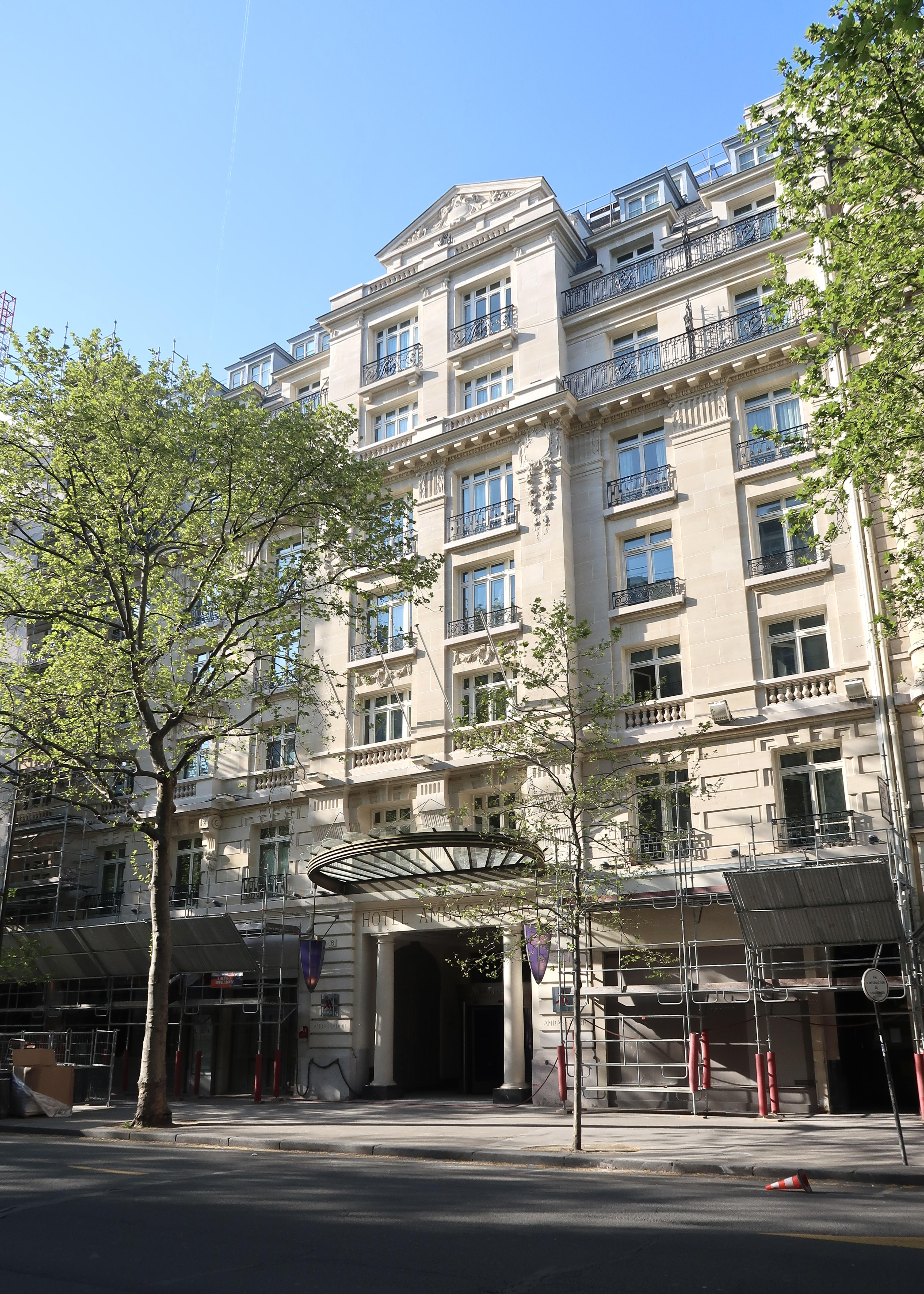
No 16.
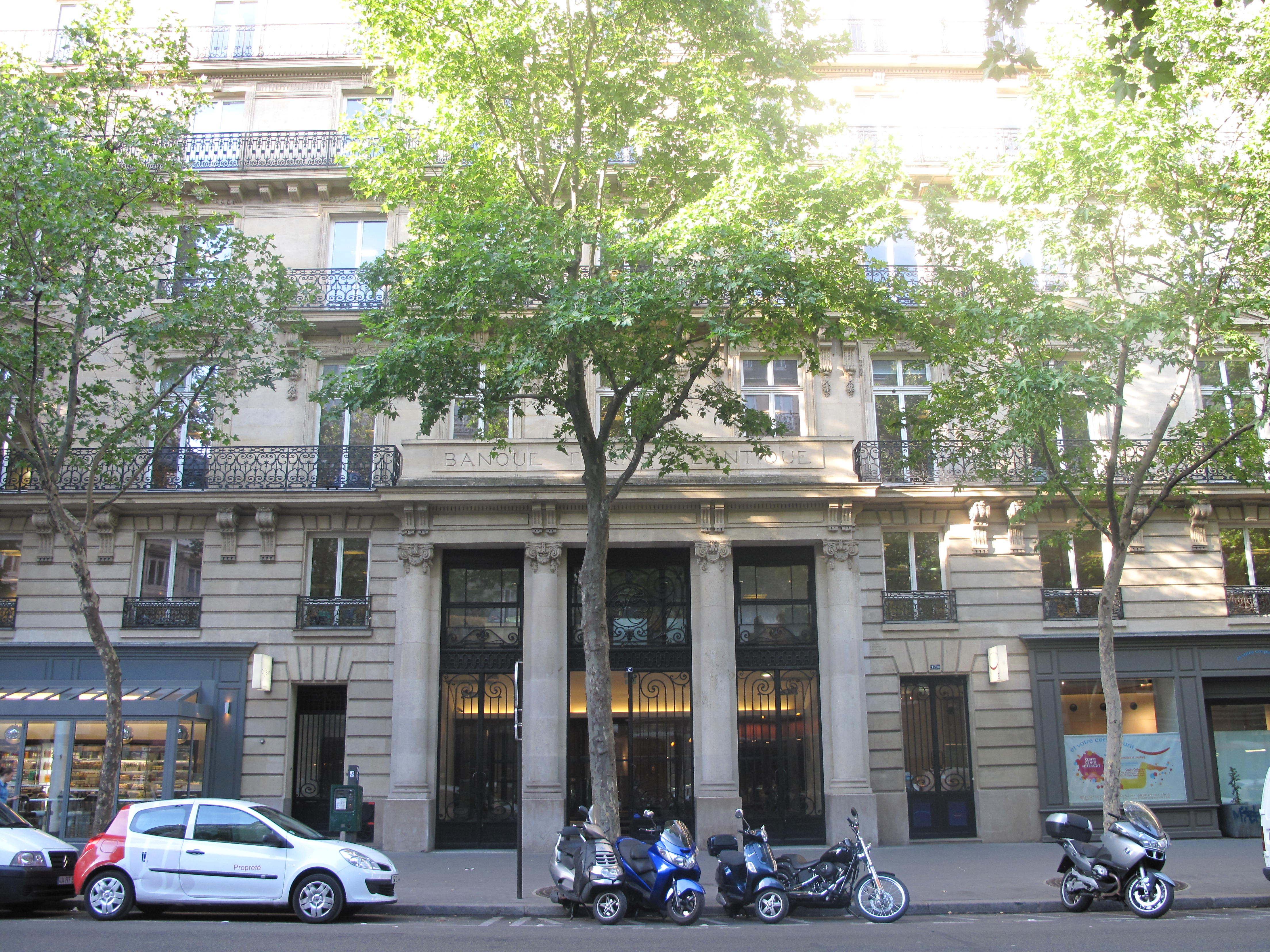
No 17.

- No 31 : immeuble où demeurèrent Gustave Caillebotte et Martial Caillebotte après la mort de leur mère en 1878, jusqu'en 1887 (après le mariage de Martial). Plusieurs tableaux de Gustave Caillebotte reprennent la vue du balcon de l'appartement ; par exemple L'Homme au balcon (1880) ; Homme au balcon, boulevard Haussmann (1880)[6] ; Un balcon à Paris (1881)[7] et l'intérieur, comme La Partie de bésigue (1881). C'est aujourd'hui le siège de la Société générale (entrée d'honneur au 29).
- No 39 : consulat général du Danemark dans les années 1900[8].
- No 40 : Galeries Lafayette Haussmann.
- No 41 : ancienne boutique d'Angelo Mariani.
- No 45 : pour le centenaire de l'installation de la banque Worms à cette adresse, en 1978, Georges Albertini publie la monographie Cent ans boulevard Haussmann[9]. En 1951, l'immeuble est victime d'un attentat[10].
- No 55 : voir le 35, rue Tronchet.
- No 57 : domicile du sculpteur Eugène-Louis Lequesne, où il est mort le 3 juin 1887.
- No 64 : Printemps Haussmann.
- No 67 : siège de la Société générale pour la fabrication de la dynamite, de 1910 jusqu'au second XXe siècle[pas clair]; société fondée par Paul Barbe et Alfred Nobel, durant l'année 1875[11].
- No 74 : siège de la Fédération des amputés de guerre de France.
- No 79 : siège de Radio-Paris entre 1924 et 1933, puis de la Banque commerciale pour l'Europe du Nord, qui sert de relais de financement de l'URSS pour des activités communistes en France pendant la Guerre froide, à partir de 1965[12].
- No 81 : hôtel particulier d'Edgar Mareuse (1848-1926), historien, président de la Société historique du VIIIe arrondissement et propriétaire d'une belle bibliothèque de livres sur Paris[13] (en 1910)[14].
- No 86 : siège du Centre d'archives et de documentation politique et sociale de Georges Albertini à partir de 1951.
- No 91 : consulat général de l'Argentine dans les années 1920[15].
- Nos 93-98-98 bis : anciens locaux de la maison de mode Babani.

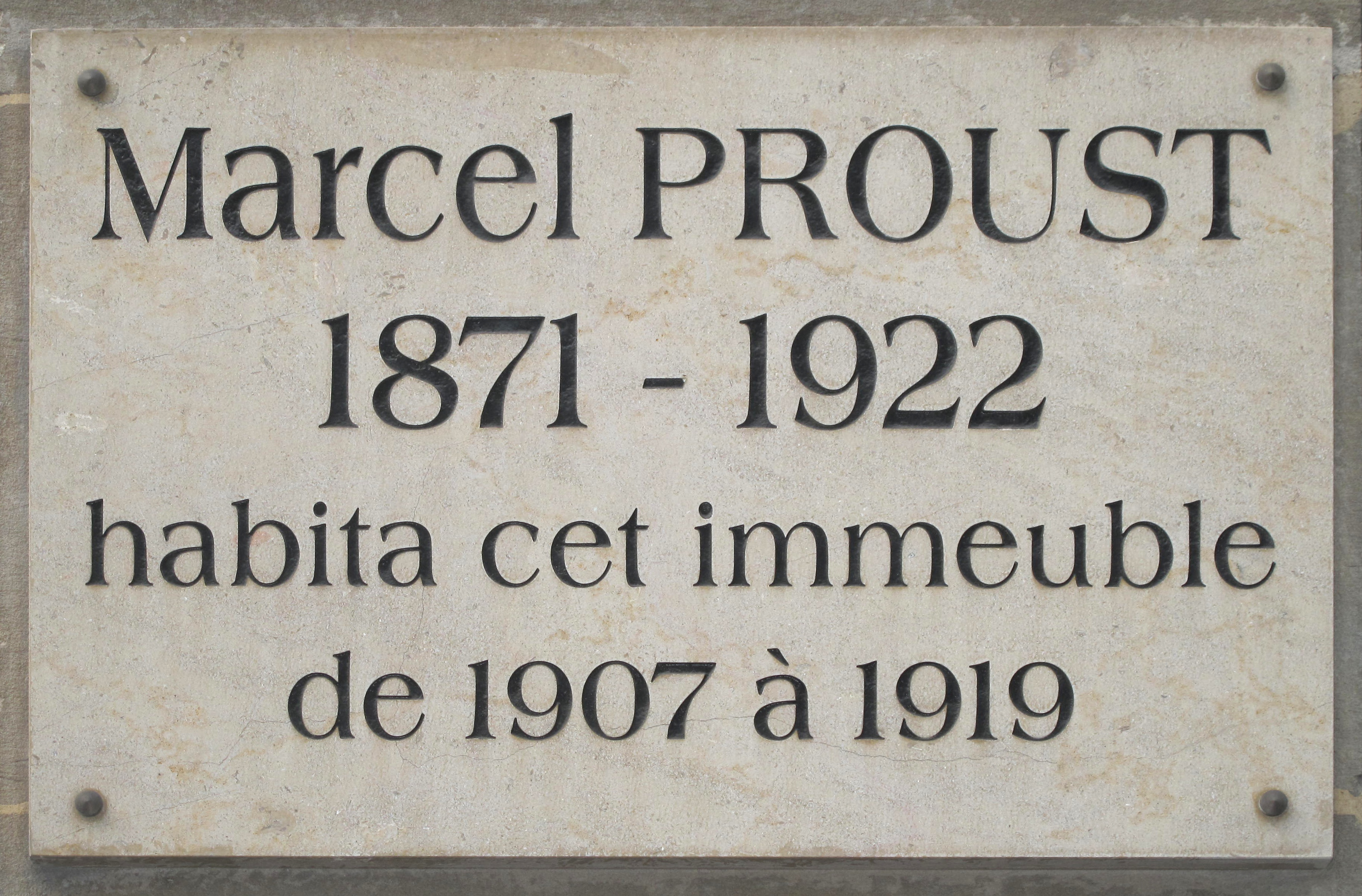
No 102.

- No 102 : Marcel Proust (1871-1922) a emménagé dans cet immeuble après la mort de ses parents, le 27 décembre 1906, dans un grand appartement de six pièces au deuxième étage entre rue et cour où il voyait « le triomphe du mauvais goût bourgeois[16] ». Il y vécut jusqu'en 1919 et y écrivit À la recherche du temps perdu. L'immeuble appartenait à son grand-oncle, Louis Weil. À la mort de son oncle le 10 mai 1896, Mme Proust en avait hérité pour moitié, l'autre moitié revenant à son frère, l'avoué Denis-Georges Weil. Après la mort des deux cohéritiers, l'immeuble appartint pour une moitié à Marcel et Robert Proust et pour l'autre moitié à la veuve de Denis-Georges Weil, née Amélie Oulman et leur fille Adèle. L'appartement loué par Marcel Proust appartenait à Amélie Oulman. Le 9 novembre 1907, l'immeuble fut vendu aux enchères. Amélie Oulman le racheta entièrement et proposa à Marcel Proust d'acheter l'appartement qu'il occupait, mais ce dernier déclina l'offre et préféra conclure un bail de quinze mois le 15 juillet 1908. Il trouvait à l'appartement de nombreux désagréments : le pollen des marronniers devant sa fenêtre qui lui donnait des crises d'asthme, la proximité des grands magasins et de la gare Saint-Lazare, le bruit du boulevard[17]. Pour se prémunir contre le bruit, en septembre 1910, il fit clouer sur les murs de sa chambre d'épaisses plaques d'écorce de liège brut, sur les conseils d'Anna de Noailles. L'architecte Louis Parent dirigea l'aménagement. Proust installa dans sa chambre les meubles de la chambre de sa mère plutôt que les siens[18]. En janvier 1919, Amélie Weil revendit l'immeuble, sans prévenir son neveu, à la Société Nancéienne Varin-Bernier qui congédia tous les locataires pour aménager des bureaux et une agence bancaire. La banque a fait reconstituer et ouvert au public en 1996 la chambre de Marcel Proust[19], privée de son mobilier qui se trouve au musée Carnavalet[20]. Présence d'une plaque commémorative.
- No 103 : légation de Bulgarie dans les années 1900[21].

À cette adresse se trouvait aussi la galerie Alfred Daber (galerie d'art).
- No 107 : façade ornée de bas-reliefs (1864) par Aimé Millet (1819-1891).
- No 117 : hôtel particulier du Dr Labbé, membre de l'Institut (en 1910)[14]. Style néo-Renaissance.
- No 121 : le circassien Charles Franconi y est mort en 1910[14]. Siège parisien de la banque Lazard.

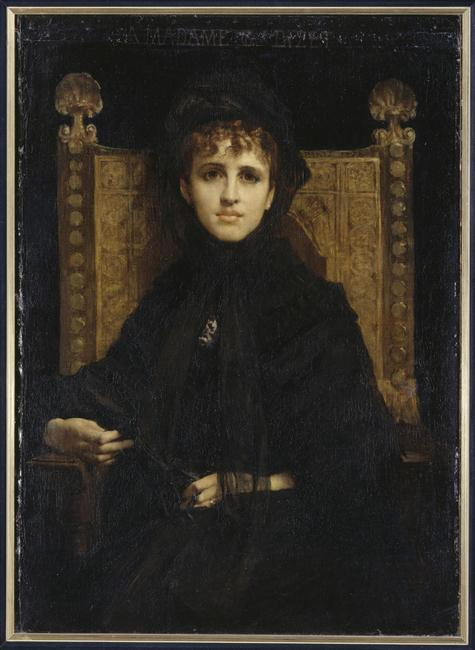
Jules-Élie Delaunay, Madame Georges Bizet (1878), Paris, musée d'Orsay.

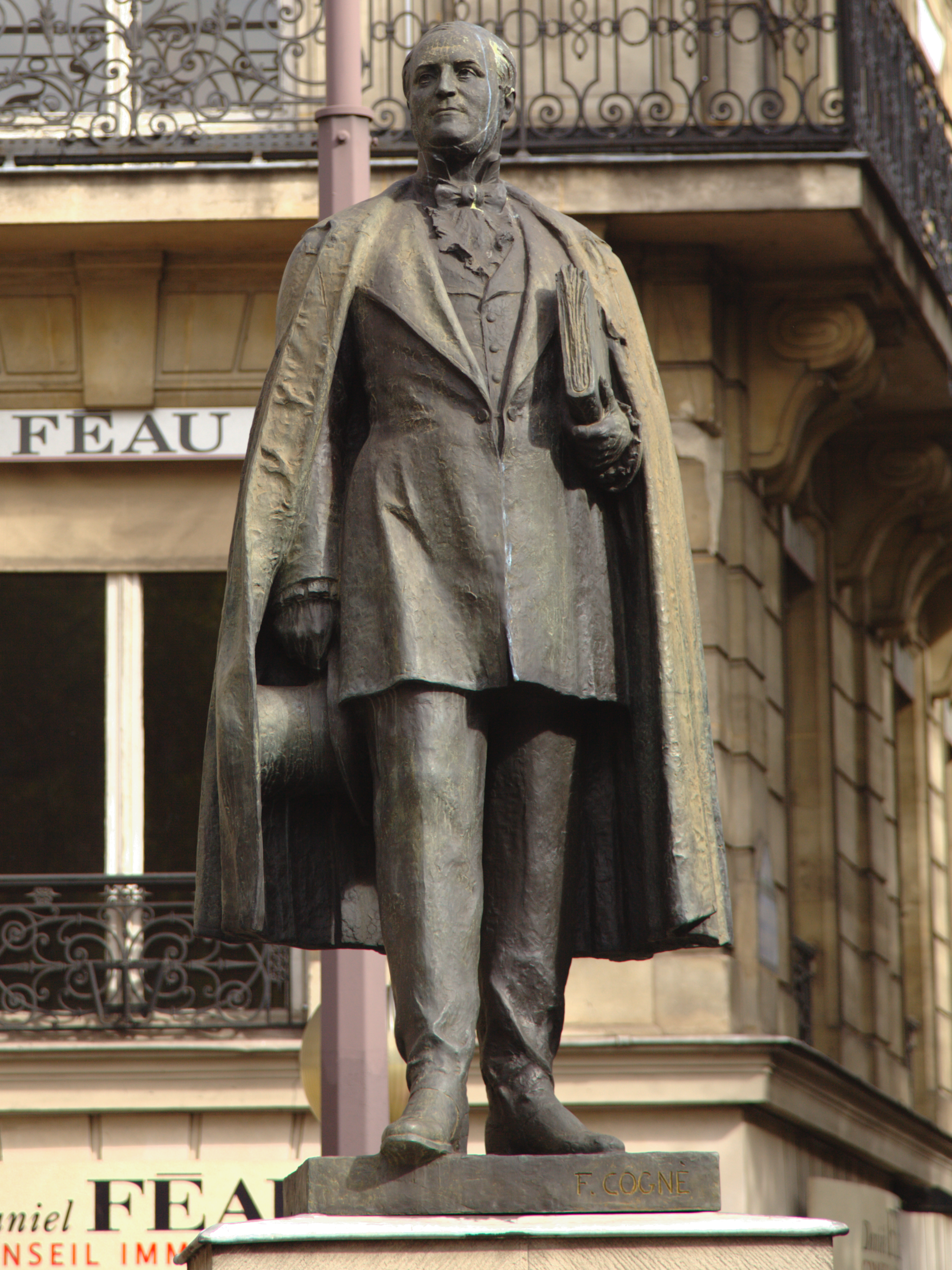
François Cogné, Monument au baron Haussmann au no 132.

- Devant le no 132, à l'angle avec la rue de Laborde : Monument au baron Haussmann par François Cogné.
- No 134 :
  - cet immeuble qui fait l'angle avec l'avenue de Messine abritait au rez-de-chaussée le magasin du tailleur Sutton, spécialisé dans les livrées pour gens de maison, et à qui, selon la duchesse de Clermont-Tonnerre, « tant de gens du Faubourg Saint-Germain devaient plus de cent mille francs[22] » ;
  - Geneviève Halévy vint habiter un vaste appartement à l'entresol de cet immeuble après son remariage en 1886 avec l'avocat Émile Straus, avocat des Rothschild. Le vaste salon en rotonde s'ornait de toiles de Nattier, de Quentin de La Tour et de Claude Monet, ainsi que du portrait de la maîtresse de maison par Jules-Élie Delaunay (1876, aujourd'hui au musée d'Orsay). Mme Straus recevait tous les dimanches et acquit une grande influence dans Paris. Quoique juive et roturière, elle avait de nombreuses relations dans le faubourg Saint-Germain, tout comme dans le monde des arts et des lettres. Parmi ses invités figuraient des hommes de lettres et des artistes comme Ludovic Halévy, Henri Meilhac, Edgar Degas, Jean-Louis Forain, Paul Bourget, Jules Lemaître, Paul Hervieu, Georges de Porto-Riche, Antoine de Ganderax, Robert de Montesquiou, mais aussi des politiciens comme Léon Blum, des comédiens comme Lucien Guitry, Réjane ou Emma Calvé, des étrangers comme lady de Grey, lord Lytton ou George Moore, amené par Jacques-Émile Blanche. Mais elle recevait aussi des notabilités mondaines comme le prince Auguste d'Arenberg, la comtesse Adhéaume de Chevigné, la princesse Mathilde, la princesse Edmond de Polignac, la comtesse Greffulhe, la comtesse de Pourtalès, la duchesse de Mouchy, la princesse Murat, le comte Louis de Turenne. Ludovic Halévy[réf. nécessaire] écrivit : « Le salon de Geneviève, le faubourg Saint-Germain y va comme au Chat noir et le Chat noir comme au faubourg Saint-Germain. » Marcel Proust, ami et condisciple au lycée Condorcet de Jacques Bizet, fils du compositeur de musique Georges Bizet qui fut le premier mari de Geneviève Straus, y rencontra Charles Haas, futur modèle de Swann. Geneviève Straus est elle-même donnée comme l'un des modèles d'Oriane de Guermantes[23].
- No 136 : quartier général fictif du SPECTRE dans le roman Opération Tonnerre de la série James Bond[24].
- No 137 : immeuble réalisé par l'architecte Léon de Sanges en 1867.
- No 144 : légation du Mexique dans les années 1920[15].
- No 149 : immeuble de Marie-Eugène Chifflot, primé au concours de façades de la ville de Paris, en 1912[25].
- Nos 158-158 bis : musée Jacquemart-André.
- No 159 : ambassade du Burkina Faso en France.
- No 162 : immeuble où a habité et où est mort André Becq de Fouquières (1874-1959), homme de lettres, président des Parisiens de Paris, fondateur du Comité de la courtoisie française et du Comité de prestige et de propagande nationale (plaque commémorative).
- No 165 : emplacement de la galerie Jean Pascaud durant les années 1930[26].
- No 169 : Marie-Gabrielle Krauss (1842-1906), chanteuse de l'Opéra, est morte dans cet immeuble.

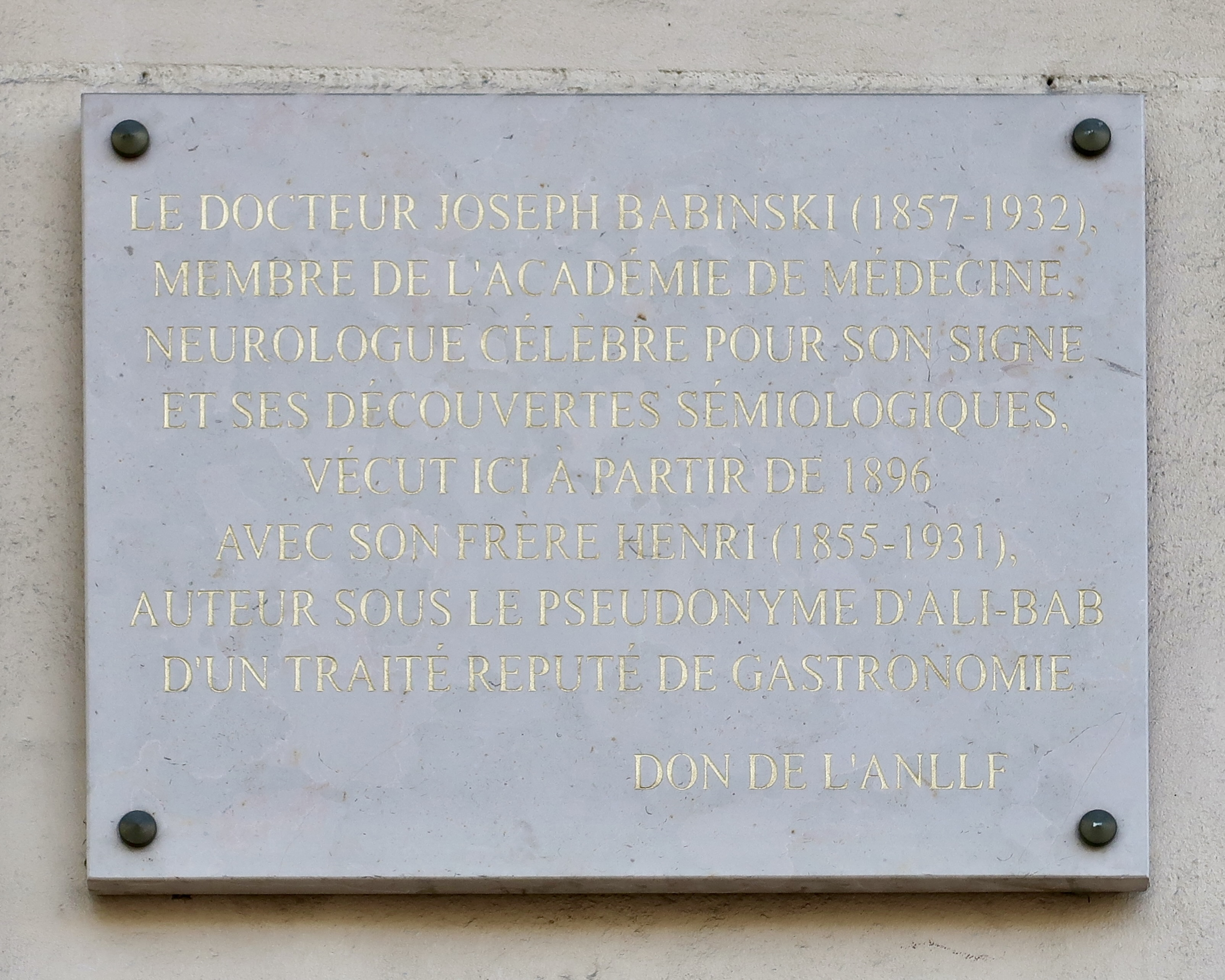
Plaque au no 170 bis.

- No 170 bis : une plaque commémorative rend hommage au neurologue Joseph Babinski et à son frère, le gastronome Henri Babinski, qui y vécurent à partir de 1896.
- No 180 : siège du Conseil de l'Ordre des médecins entre 1996 et 2016.
- No 184 : hôtel particulier du comte de Duranti. Cercle dit des Étrangers. Propriété de M. Marcé (en 1910)[27].
- No 190 : consulat d'Haïti dans les années 1900-1910[27],[28].

### Grandes banques
- Société générale (no 29).
- Crédit du Nord (no 59).
- Trade Republic (no 75).
- Swiss Life (no 86).

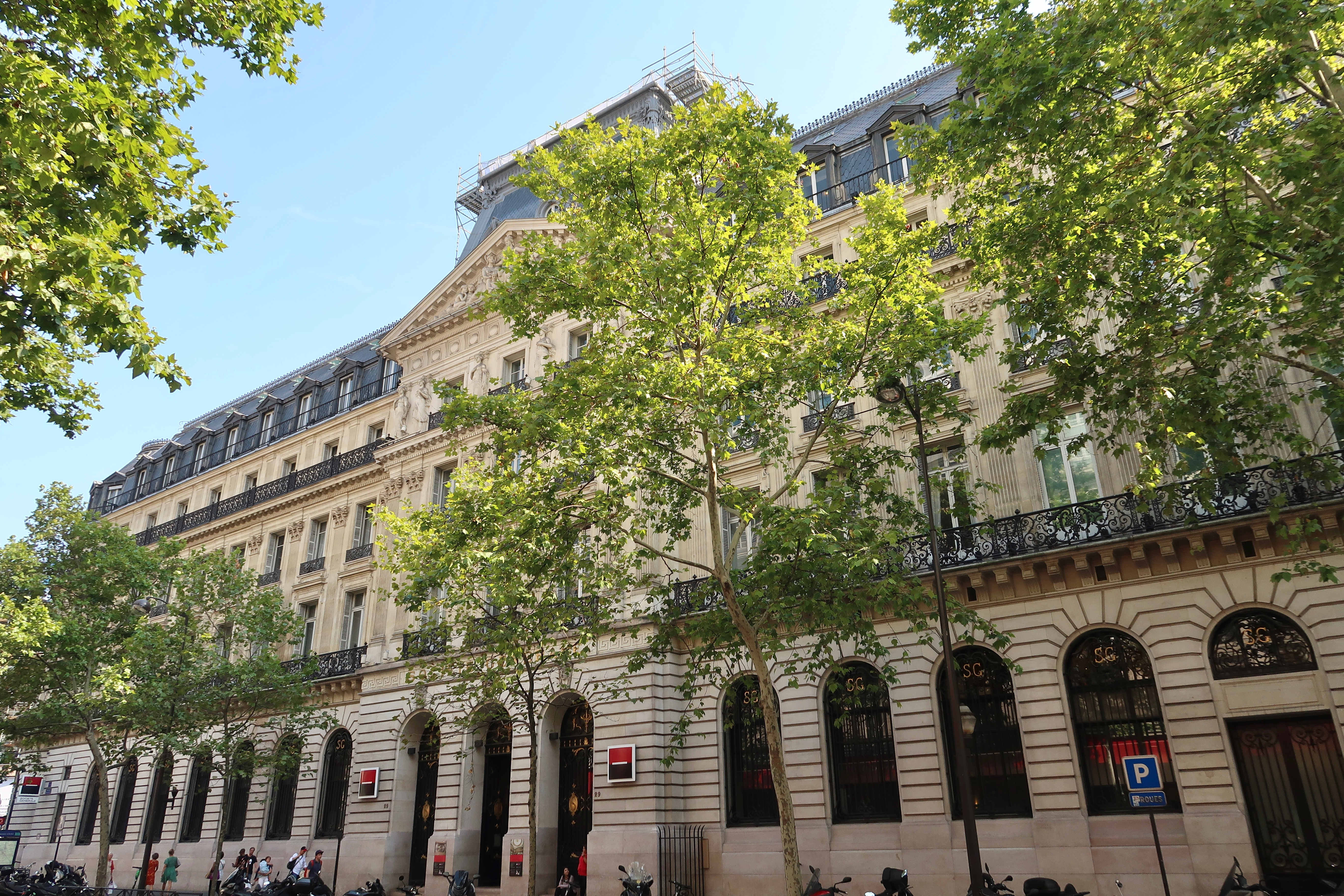
Siège de la Société générale au no 29.

- Royal Bank of Scotland (no 94).
- Lazard Frères (nos 119-121).

### Bâtiments détruits
- No 173 : en 1910, le marquis de Rochegude signale à cette adresse : « Hôtel du XVIIIe siècle (s'ouvre 186, rue du Faubourg-Saint-Honoré). Cet hôtel ancien constitue un intéressant anachronisme sur le boulevard moderne (propriété de M. Lorin.)[27]. »

### Chanson
« Ça s'passe boul'vard Haussmann à cinq heures » sont les premières paroles de la chanson, sortie en 1988, Ultra moderne solitude, écrite et interprétée par Alain Souchon et composée par Laurent Voulzy.
« J'ai mis tout le premier album dans l'tos-ma, vue large comme sur le boulevard d'Haussmann » est la première rime du morceau aaa écrit par Nekfeu (ft. Alpha Wann).
« Bien sûr on me klaxonne, sur Haussmann à l'envers » est la première phrase du morceau Haussmann à l'envers écrit par Clio.

### Tournage
Une bonne partie du film Ascenseur pour l'échafaud (1958), de Louis Malle, se déroule boulevard Haussmann, à hauteur de la rue de Courcelles. Une scène en voiture de La Mémoire dans la peau (2002), film de Doug Liman, est aussi tournée sur le boulevard.

### Personnalités y ayant habité

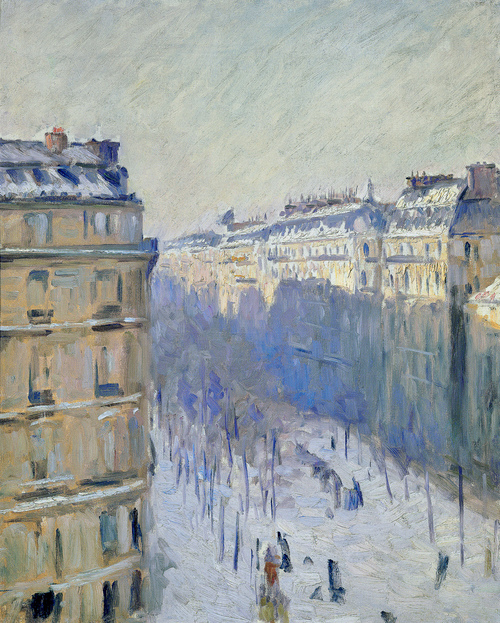
Boulevard Haussmann, sous la neige,
Gustave Caillebotte, 1880-1881,
musée du château de Flers.

- Louis Bernier (1845-1919), architecte, membre de l'Académie des beaux-arts (no 144, en 1910)[27].
- Henri Bernstein (1876-1953), auteur dramatique (no 157, en 1910)[27].
- Gustave Caillebotte (1848-1894), peintre, collectionneur et mécène au no 31.
- Jules Claretie (1840-1913), homme de lettres, administrateur général de la Comédie-Française (no 155, en 1910)[14].
- Jules Delafosse (1841-1916), homme de lettres (no 155, en 1910)[27].
- Suzanne Devoyod (1866-1954), actrice, de la Comédie-Française (no 130, en 1910)[27].
- Maxime Du Camp (1822-1894), écrivain et photographe (no 82, en 1910)[14].
- Cesare Galeotti (1870-1929), compositeur (no 67, en 1910)[14].
- Edmond de Grimberghe (1865-1920), artiste peintre (no 61, en 1910)[14].
- André Messager (1853-1929), compositeur, directeur de l'Opéra de Paris, membre de l'Académie des beaux-arts (no 157, en 1910)[27].
- Pierre d'Orléans (1845-1919), duc de Penthièvre (no 112, en 1910)[14].
- Marcel Proust (1871-1922), écrivain (no 102, 1907-1919).

## Pour approfondir